# Bulbophyllum cootesii
Bulbophyllum cootesii là một loài phong lan thuộc chi Bulbophyllum.